# Статут Йони
Статут Йони (англ. Statute of Iona) — угода, нав'язана королем Яковом VI у 1609 році дев'яти вождям гірської Шотландії (Макдональдам, Маккваррі, Макфі й іншим). Угоду було підписано на острові Йона поблизу західного узбережжя Шотландії після каральної експедиції лорда Охілтрі на Гебридські острови у 1608 році.
Підписанням статуту Йони вожді кланів склали присягу покори королю Шотландії й шотландським законам. В угоді заборонялось багато речей, що складали суть гельської культури. Зокрема статут вимагав вигнати бродячих музикантів, які подорожували Ірландією й Шотландією, вихваляючи вождів кланів, оскільки на думку Якова їхні пісня нагадували людям про ворожнечу між кланами.
Також було заборонено носіння вогнепальної зброї, пияцтво та продаж вина й віскі. Вождям кланів наказувалось навчати старших синів, своїх наступників, англійської мови. Цей пункт угоди був небезпечним тим, що майбутні вожді клану втрачали зв'язок із власною культурою. Окрім того на лідерів кланів покладалась персональна відповідальність за підтримання порядку й додержання законів королівства членами їхніх кланів.
Статут Йони став важливим етапом у багатовіковій боротьбі королів Шотландії за включення гірських регіонів країни до єдиної державної структури Шотландії та ліквідацію автономії гельських регіонів країни. Слідом за статутом Йони було вжито ще жорсткіших заходів королівської влади: у 1610 році було введено особисту звітність вождів кланів перед королівською радою, а у 1616 році заборонено придбання власності на Гебридах особам, що не знають англійської.